# Ioannis Andreou
Ioannis Andreou (n. secolul al XIX-lea – d. secolul al XX-lea) a fost un înotător grec, medaliat olimpic. A participat la o ediție a Jocurilor Olimpice (1896) în care a câștigat o medalie de argint.

## Participări
Lista de mai jos prezintă principalele competiții la care a participat Ioannis Andreou de-a lungul carierei.
- Natație la Jocurile Olimpice de vară din 1896 - 1200 m liber (masculin)